# Kate Moss
Katherine Ann "Kate" Moss (n. 16 ianuarie 1974, Greater London, Anglia, Regatul Unit) este un fotomodel britanic.

## Biografie
A fost descoperită în 1988 la aeroportul John F. Kennedy din New York de Sarah Doukas, fondatoarea agenției Storm Model Management. În același an Kate semnează un contract cu casa de modă americană Calvin Klein și a prezentat articole dessous. La începutul anilor 1990 face publicitate pentru casele mari de modă făcând concurență unor fotomodele ca Cindy Crawford și Claudia Schiffer. Deja în anul 1994 venitul ei realizat prin modă se ridică la suma de 2,2 milioane de dolari. A avut probleme: în 2005 când poza ei apare Daily Mirror, unde Kate este prezentată consumând cocaină  și în 2006 când poza ei apare într-o postură erotică în calendarul Pirelli. 
Ulterior ea face publicitate pentru parfumul lui Yves Saint Laurent și împreună cu Gisele Bündchen face publicitate pentru agenția italiană Versace. Conform magazinului Forbes se numără printre cele mai bine plătite fotomodele din lume. Din viața ei privată, Moss a devenit cunoscută pentru escapadele ei nocturne. Printre acestea se numără consumul de alcool și droguri, acestea i-au creat în carieră o serie de probleme. A urmat în 1998 un tratament contra consumului de droguri. Între anii 1994 - 1998 Kate a trăit împreună cu actorul Johnny Depp, fostul prieten al actriței Winona Ryder. Cu editorul Jefferson Hack, Moss are o fiică, născută în 2001. Între 2005 - 2007 Kate a fost logodită cu cântărețul Pete Doherty, vocalistul formației The Libertines.
Pe 1 iulie 2011 s-a căsătorit cu Jamie Hince, chitaristul formației The Kills.

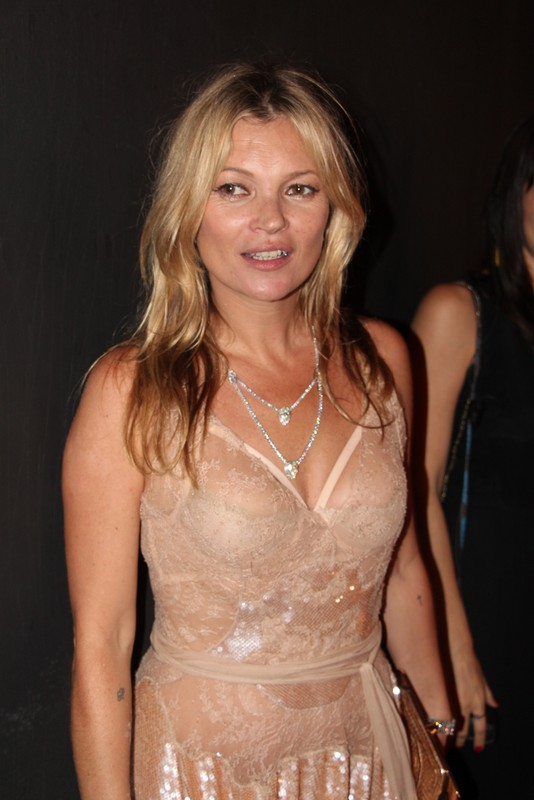
Kate Moss în 2015